# Elke Hanel-Torsch

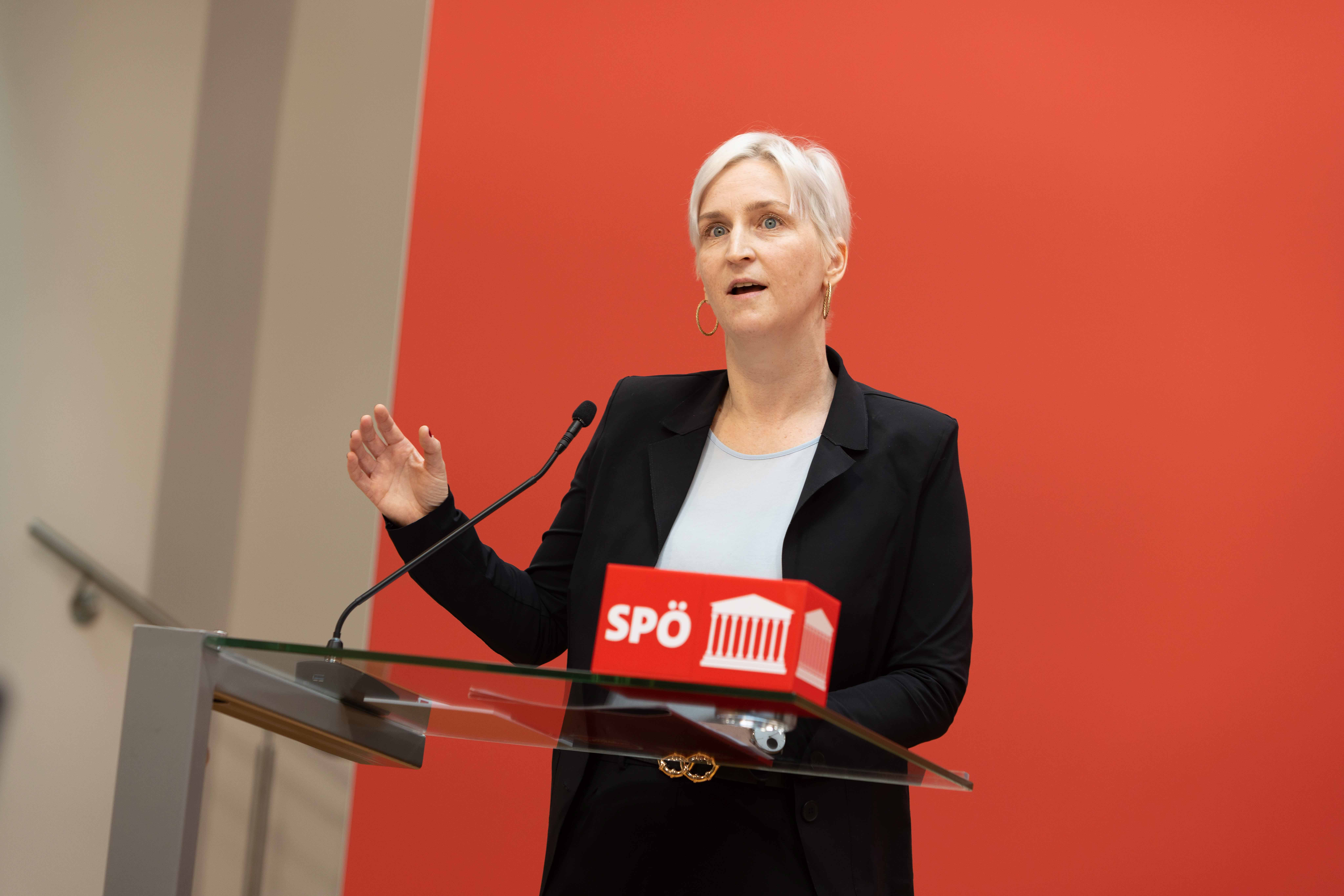
Elke Hanel-Torsch

Elke Hanel-Torsch (* 18. September 1981 in St.Veit/Glan) ist eine österreichische Politikerin (SPÖ) und Abgeordnete zum Nationalrat. 

## Leben
Elke Hanel-Torsch besuchte das Bundesgymnasium St.Veit/Glan, wo sie im Jahr 2000 maturierte. Anschließend studierte sie Rechtswissenschaften an der Universität Wien und schloss das Studium 2004 als Magistra ab. Ihr Gerichtsjahr absolvierte sie am Bezirksgericht Innere Stadt und am Landesgericht für Zivilrechtssachen Wien. 2006 begann sie als Juristin bei der Mietervereinigung Wien zu arbeiten, 2010 bis 2014 war sie Teamleiterin, 2014 bis 2016 Geschäftsführerin und seit 2016 ist sie Geschäftsführende Landesvorsitzende.
Seit 2007 engagiert sich Elke Hanel-Torsch in der SPÖ Margareten. Von 2013 bis 2024 war sie Mitglied der Bezirksvertretung, von 2020 bis 2024 war sie darüber hinaus Klubobfrau. Seit 2021 ist sie Bezirksparteivorsitzende. Sie gehört seit 2022 dem Landesparteivorstand der SPÖ Wien an und ist seit 2024 stellvertretende Schriftführerin. Bei der Nationalratswahl 2024 zog Elke Hanel-Torsch über die Landesliste der SPÖ Wien in den Nationalrat ein.
Elke Hanel-Torsch ist verheiratet.